# Аеродром Праг
Аеродром Вацлава Хавела Праг (: , : ) (чеш. Letiště Václava Havla Praha), раније Међународни аеродром Рузиње Праг (чеш. Mezinárodní Letiště Praha-Ruzyně) је аеродром која служи Праг, главни град Чешке Републике. Удаљен 17 km северозападно од центра града, чворишта је за домаћа ваздушна компанија Чешке авиолиније, као и за Смарт вингс, Травел сервис и нискотарифна авио-компанија Виз ер. Отворен 5. априла 1937. године, Аеродром Праг данас је највећа ваздушна лука у Чешкој. Кроз аеродром је 2009. године прошло преко 11,6 милиона путника, што значи да је Аеродром Праг најпрометнији аеродром међу новим чланицама ЕУ.
Аеродром од 5. октобра 2012. носи ново име у част бившег председника Чешке Вацлава Хавела. Од тада се зове „Аеродром Вацлава Хавела“ (чеш. Letiště Václava Havla). Идеја о промени назива аеродрома заснована је на петицији, покренутој после смрти председника Вацлава Хавела децембра 2011.
На аеродрому се налази 3 терминале: Терминал 1 служи за летове ван Шенгенског простора, Терминал 2 за летове међу Шенгенске државе и Терминал 3, која се налази на јужној страни аеродрома и служи за приватне летове.
Тренутно преко 50 авио-компаније служи Аеродром Праг са редовне летове и 6 са теретни авиосаобраћај. У 2008. године на аеродрому је било око 2.300 запослених, и још око 15.000 запослених са стране разне компаније која се налази на аеродрому.

## Инфраструктура

### Терминали
Аеродром Праг има два главна путничка терминала, два терминала опште авијације, као и теретни објекат. Већина летова са прашког аеродрома полази са северних терминала (терминали 1 и 2). Јужни терминали (терминали 3 и 4) опслужују неколико нередовних летова, као и ВИП летове, специјалне летове и мале авионе.
- Терминал 1 се користи за летове ван Шенгенског простора; отворен је 1968. и обновљен 1997.
- Терминал 2 се користи за летове унутар Шенгенског простора; отворен је 17. јануара 2006.
- Терминал 3 се користи за приватне и чартер летове; отворен је 1997.
- Терминал 4 се користи искључиво за ВИП летове и државне посете; то је најстарији део аеродрома и отворен је 5. априла 1937.

## Авио-компаније и дестинације

### Путнички
Аеродром Праг нуди летове до више од 170 дестинација, а летове обавља 70 превозника. Следеће авио-компаније обављају редовне заказане и чартер летове на аеродрому у Прагу:
| Airlines                      | Destinations |
| ----------------------------- | --- |
| Aegean Airlines               | Athens |
| Aer Lingus                    | Dublin |
| Air Baltic                    | Riga, Vilnius (begins 22 May 2025) |
| Air Cairo                     | Hurghada |
| Air Canada                    | Seasonal: Toronto–Pearson (resumes 6 June 2025) |
| Air France                    | Paris–Charles de Gaulle |
| Air Montenegro                | Seasonal: Podgorica (begins 1. мај 2025.), Tivat |
| Air Serbia                    | Belgrade |
| Animawings                    | Seasonal charter: Plovdiv |
| Arkia                         | Tel Aviv |
| Asiana Airlines               | Seoul–Incheon |
| Austrian Airlines             | Vienna |
| Azerbaijan Airlines           | Baku |
| Bluebird Airways              | Tel Aviv |
| British Airways               | London–Heathrow Seasonal: London–City |
| Brussels Airlines             | Brussels |
| Bulgaria Air                  | Sofia Seasonal: Varna Seasonal charter: Burgas |
| Buzz                          | Seasonal charter: Chania (begins 1 June 2025), Burgas (begins 17 June 2025), Menorca (begins 30 May 2025),Rhodes (begins 6 June 2025) |
| China Airlines                | Taipei–Taoyuan |
| Condor                        | Seasonal: Frankfurt (begins 1 May 2025) |
| Corendon Airlines             | Seasonal charter: Antalya |
| Croatia Airlines              | Zagreb (resumes 2 June 2025) Seasonal: Dubrovnik, Split |
| Cyprus Airways                | Seasonal: Larnaca |
| Delta Air Lines               | Seasonal: New York–JFK |
| easyJet                       | Amsterdam, Basel/Mulhouse, Belfast–International, Birmingham, Bordeaux (begins 27 October 2025), Bristol, Edinburgh, Geneva, Glasgow, Lisbon, Liverpool, London–Gatwick, London–Luton, Lyon, Manchester, Milan–Malpensa, Nantes, Naples, Nice, Porto Seasonal: Alicante, Palma de Mallorca |
| Egyptair                      | Cairo |
| El Al                         | Tel Aviv |
| Emirates                      | Dubai–International |
| Etihad Airways                | Abu Dhabi (begins 2 June 2025) |
| Eurowings                     | Barcelona, Düsseldorf, Funchal, Geneva, Málaga, Rome–Fiumicino, Stockholm–Arlanda Seasonal: Athens, Agadir, Alicante, Birmingham, Cologne/Bonn, Fuerteventura (begins 29 October 2025), Gran Canaria (begins 30 October 2025), Heraklion Lanzarote (begins 4 November 2025), Nice, Palma de Mallorca, Tallinn, Tenerife–South (begins 7 November 2025), Valencia Seasonal charter: Faro (resumes 17 June 2025), Larnaca (resumes 31 May 2025) |
| Finnair                       | Helsinki |
| Flydubai                      | Dubai–International |
| FlyLili                       | Seasonal charter: Tel Aviv |
| Flynas                        | Seasonal: Riyadh |
| FlyOne                        | Chișinău |
| Hainan Airlines               | Beijing–Capital |
| Iberia                        | Madrid |
| Icelandair                    | Reykjavík–Keflavík |
| Israir                        | Tel Aviv |
| Jazeera Airways               | Seasonal: Kuwait City |
| Jet2.com                      | Birmingham, Leeds/Bradford, Manchester Seasonal: Belfast–International, Bournemouth (begins 27 November 2025), Bristol, East Midlands, Edinburgh, Glasgow, Liverpool, London–Stansted, Newcastle upon Tyne |
| KLM                           | Amsterdam |
| KM Malta Airlines             | Malta |
| Korean Air                    | Seoul–Incheon |
| LOT Polish Airlines           | Warsaw–Chopin |
| Lufthansa                     | Frankfurt, Munich |
| Luxair                        | Luxembourg |
| Neos                          | Seasonal charter: Krabi, Nosy Be, Punta Cana, Zanzibar (begins 30 June 2025) |
| Nile Air                      | Seasonal charter: Hurghada |
| Norwegian Air Shuttle         | Copenhagen, Oslo, Stockholm–Arlanda |
| Nouvelair                     | Seasonal charter: Monastir |
| Pegasus Airlines              | Istanbul–Sabiha Gökçen Seasonal: Antalya |
| Play                          | Seasonal: Reykjavík–Keflavík |
| Qanot Sharq                   | Seasonal: Tashkent |
| Qatar Airways                 | Doha |
| Ryanair                       | Barcelona, Bari, Beauvais, Bergamo, Bristol, Budapest, Catania, Charleroi, Copenhagen, Dublin, East Midlands, Edinburgh, Gdańsk, Košice, Kraków, London–Stansted, Madrid, Málaga, Manchester, Marseille, Naples, Pisa, Riga, Rome–Ciampino, Seville, Tirana, Treviso Seasonal: Bologna, Corfu, Gothenburg, Palma de Mallorca, Pescara, Poznań, Rhodes, Rimini, Skiathos, Trieste, Turin, Zadar |
| Scandinavian Airlines         | Seasonal: Copenhagen, Stockholm–Arlanda |
| SCAT Airlines                 | Astana |
| Sky Express                   | Athens |
| Skyline Express               | Seasonal charter: Hurghada, Marsa Alam |
| SkyUp Airlines                | Chișinău (begins 2 June 2025) |
| Smartwings                    | Antalya, Dubai–Al Maktoum, Fuerteventura, Funchal, Gran Canaria, Hurghada, Lanzarote, Madrid, Málaga, Marsa Alam, Palma de Mallorca, Paris–Charles de Gaulle, Tel Aviv, Tenerife–South, Valencia Seasonal: Almería, Athens, Brindisi, Burgas, Cagliari, Catania, Chania, Corfu, Dubai–International, Heraklion, Izmir, La Palma, Karpathos, Kefalonia, Kos, Lamezia Terme, Larnaca, Menorca, Nice, Olbia, Ponta Delgada, Preveza/Lefkada, Rhodes, Samos, Santorini, Split, Thessaloniki, Tirana, Varna, Zakynthos Seasonal charter: Abu Dhabi, Agadir, Aqaba, Bahrain, Barcelona (begins 10 June 2025), Boa Vista, Bodrum, Cairo, Chios, Dakar–Diass, Dalaman, Djerba, Doha (begins 22 October 2025), El Alamein, Enfidha, Faro, Girona, Ibiza, Kavala, Kayseri, Kithira, Lemnos, Marsa Matruh, Mombasa1, Monastir, Murcia, Muscat, Mytilene, Nador, Naples, Oujda, Palermo, Patras, Ras Al Khaimah, Reus, Sal, Salalah, Sharm El Sheikh, Skiathos, Skyros, Taba |
| SunExpress                    | Antalya Seasonal: Izmir, Kayseri |
| Swiss International Air Lines | Zurich |
| TAP Air Portugal              | Lisbon |
| TAROM                         | Bucharest–Otopeni |
| Transavia                     | Eindhoven, Paris–Orly |
| Turkish Airlines              | Istanbul |
| Uzbekistan Airways            | Seasonal charter: Tashkent |
| Volotea                       | Florence, Lyon, Nantes Seasonal: Verona |
| Vueling                       | Barcelona, Bilbao, Seasonal: Paris–Orly |
| Wizz Air                      | Catania, Kutaisi, Larnaca, London–Gatwick, London–Luton, Milan–Malpensa (ends 27 April 2025), Rome–Fiumicino, Tirana |
| World2Fly                     | Seasonal charter: Holguín, Phu Quoc, Puerto Vallarta, Punta Cana |

Notes
- ^1  Smartwings charter flight from Prague to Mombasa makes a stop in Marsa Alam. However, the airline does not have traffic rights to transport passengers solely between Marsa Alam and Mombasa.

### Карго
| Airlines            | Destinations                          |
| ------------------- | ------------------------------------- |
| FedEx Express       | Brno, Kaunas, Paris–Charles de Gaulle |
| Qatar Airways Cargo | Budapest, Doha                        |
| Turkish Cargo       | Istanbul, Vilnius                     |
| UPS Airlines        | Cologne/Bonn                          |

## Статистика

### Најпрометније руте по градовима
| Rank | City (all airports) | 2024      |
| ---- | ------------------- | --------- |
| 1    | Лондон              | 1,385,866 |
| 2    | Париз               | 719,419   |
| 3    | Амстердам           | 651,465   |
| 4    | Милано              | 605,690   |
| 5    | Рим                 | 535,577   |

### Најпрометније руте по земљама
| Rank | Country        | 2024      |
| ---- | -------------- | --------- |
| 1    | United Kingdom | 2,107,931 |
| 2    | Italy          | 1,896,121 |
| 3    | Spain          | 1,618,351 |
| 4    | France         | 975,064   |
| 5    | Turkey         | 954,312   |